# 布瓦伊萨尔·赛季耶夫
布瓦伊萨尔·哈米多维奇·赛季耶夫（俄语：Бувайсар Хамидович Сайтиев，1975年3月11日—2025年3月2日），俄罗斯摔跤运动员，达吉斯坦共和国人，车臣裔。1995年到2008年间，他在世界顶级大赛上共获得九枚金牌（三枚奥运会、六枚世锦赛），在史上所有自由式摔跤手中排在第二，仅次于亚历山大·梅德韦季。他于2009年退役，后曾担任俄罗斯国家杜马议员、俄罗斯自由式摔跤国家教练员。

## 早年
1975年，布瓦伊萨尔·赛季耶夫出生于苏联俄罗斯达吉斯坦哈薩維尤爾特的一个车臣工人家庭。父亲是泥瓦匠，母亲是家庭主妇，两人有六个儿女，布瓦伊萨尔排行老四。由于婶婶早亡，叔叔入狱，因此叔叔的四个孩子也被父亲接来一起生活。在布瓦伊萨尔七岁时，父亲不幸遭遇车祸去世，母亲独力抚育十个孩子。

## 摔跤生涯
布瓦伊萨尔自小热爱摔跤。1991年，他在史上最后一届苏联青年摔跤锦标赛上夺冠。1993年，他来到克拉斯諾亞爾斯克，跟随德米特里·明迪亚什维利——两届奥运冠军伊万·亚雷金的教练——练习摔跤。
1995年，布瓦伊萨尔在世界青年摔跤锦标赛上夺冠，一个月后又在世界锦标赛上夺冠，一举成名，之后接连摘得1996年奥运会、1997年世锦赛、1998年世锦赛的金牌。1999年他未参加全俄锦标赛，故未参加世锦赛。在2000年奥运会上，布瓦伊萨尔爆冷输给美国选手布兰登·斯莱，未能从小组出线。他在2001年世锦赛上卷土重来，再次夺冠。2002年，他在全俄锦标赛决赛中上不敌穆罕默德·伊萨加吉耶夫，未能参加世锦赛。此后他又接连摘得2003年世锦赛、2004年奥运会、2005年世锦赛的金牌。2006年世锦赛，他不敌米哈伊尔·加内夫，首次在世锦赛上失利。2007年，他在全俄锦标赛决赛中上负于马哈奇·穆尔塔扎利耶夫，未能参加世锦赛。2008年奥运会，他再次夺冠，成为奥运史上第一位相隔十二年夺冠的自由式摔跤手。
2009年，布瓦伊萨尔宣布退役。

### 风格
布瓦伊萨尔在摔跤场上集技巧、力量、应变、柔韧于一身，被喻为“蛇式风格”。他亦以强硬闻名。2001年世锦赛前两周，他遭遇车祸，肋骨骨折，但仍然参赛并取得金牌。2003年世锦赛，他在四分之一决赛中被对手用额头顶中，颧骨粉碎性骨折，左眼肿到无法睁开，但仍然一举夺得冠军，赛后才被医生发现有一块碎骨差点伤及脑部。

### 荣誉

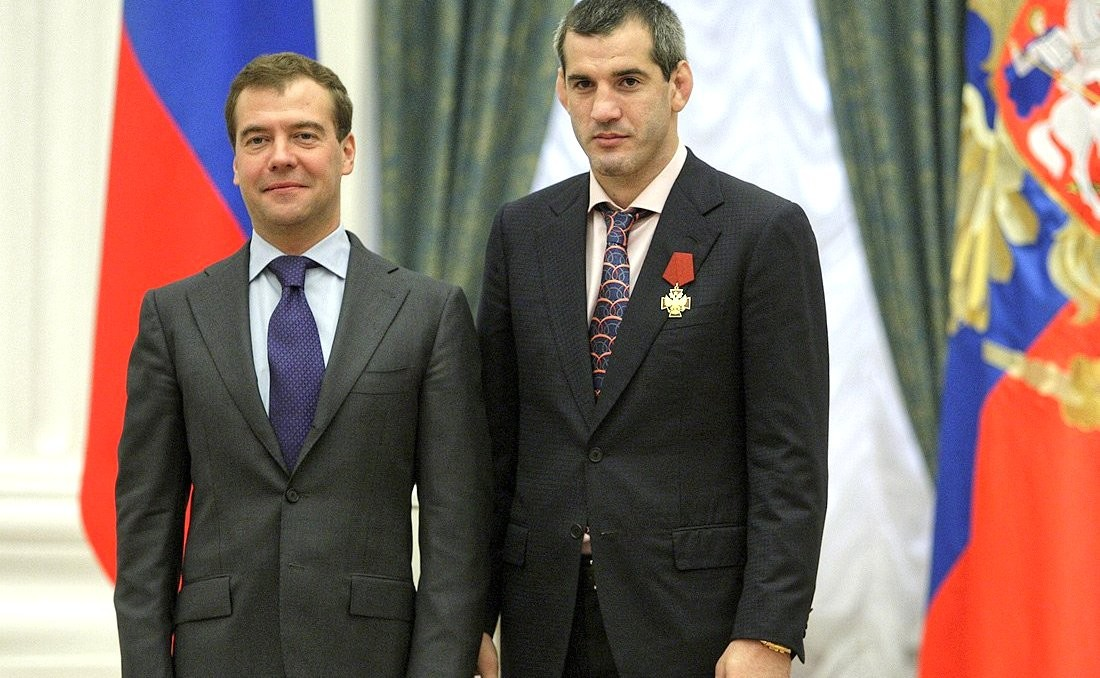
2009年，俄罗斯总统梅德韦杰夫向布瓦伊萨尔颁发祖国功勋勋章

布瓦伊萨尔曾五次被评为国际摔跤联合会年度自由式摔跤手（1996、1997、1998、2003、2005）。2009年，被授予俄罗斯四级祖国功勋勋章。2010年，入选国际摔联名人堂。2014年，被授予世界摔联（即原国际摔联）最高荣誉“金项链”。

## 退役后
布瓦伊萨尔在退役后曾担任车臣共和国摔跤联合会主席。2016年，当选第7届国家杜马议员，任体育、运动和青年事务委员会委员。2023年，被任命为俄罗斯自由式摔跤国家教练员。
2025年3月2日，赛季耶夫于莫斯科坠楼身亡，终年49岁。

## 个人生活
布瓦伊萨尔的弟弟亚当·赛季耶夫也是自由式摔跤手，曾获奥运会和世锦赛冠军。两人体重相当，但不同时参加同一级别的比赛，以避免相互交手。多数时候，布瓦伊萨尔正常参加次中量级（74或76公斤级）比赛，亚当则改参加中量级（84或85公斤级）比赛，以示弟弟对哥哥的尊重。
布瓦伊萨尔喜爱文学，自13岁起便深受鲍里斯·帕斯捷尔纳克做个名人并不体面一诗的影响。
|  | 做个名人并不体面。 这并不能让人高升。 …… 创作的目的是奉献自我， 而非谈资和名望。 |

布瓦伊萨尔于2004年奥运会前夕与妻子英迪拉（Индира）结婚。两人育有三子一女。
布瓦伊萨尔是穆斯林。